# Mark Britton

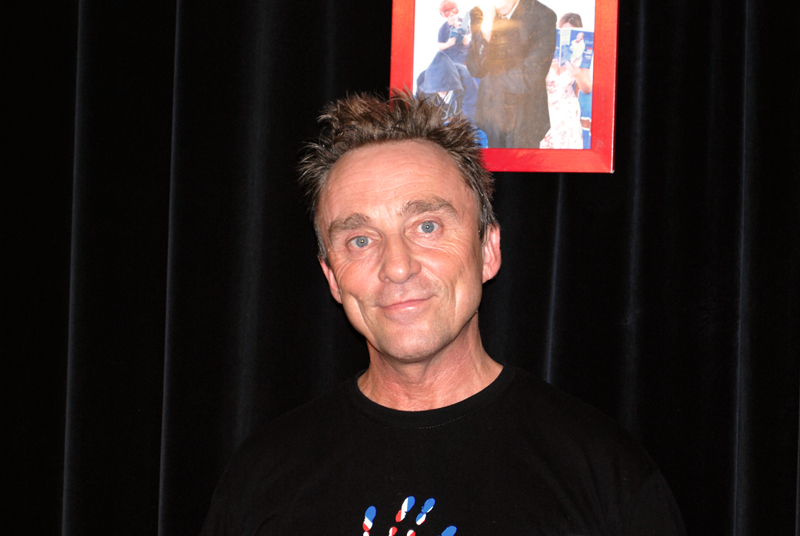
Mark Britton im Kom(m)ödchen (August 2010)

Mark Britton (* 17. September 1958 in Rinteln, Niedersachsen) ist ein britischer, seit über zwanzig Jahren in Deutschland lebender Komiker, Autor, Regisseur und Moderator.

## Leben
Mark Britton wuchs als Sohn eines englischen Psychoanalytikers und einer amerikanischen Schauspielerin in Basingstoke, England auf. Nach dem Schulabschluss arbeitete er zwei Jahre als Schauspieler am Brightoner Stadttheater und ein Jahr als Englischlehrer im Sudan, studierte Psychologie an der Sussex University und Schauspielerei, Pantomime und Clownerie in London und Paris.
1984 gründete er zusammen mit Krissie Illing das Comedy-Duo Nickelodeon. Nach einer jahrelangen Welttournee ließ sich das Duo Anfang der 1990er in Deutschland nieder und feierte weitere Erfolge mit den von Mark geschriebenen Stücken "Christmas Dinner for Two" und "Great Lovers in History". Nach einer sechsjährigen Pause startete 2005 eine Neuinszenierung von "Great Lovers in History" in Hamburg. Nickelodeon war im Laufe der Zeit in verschiedensten TV-Shows zu Gast, z. B. beim 3sat Kleinkunstfestival, in Jürgen von der Lippe präsentiert Nickelodeon (ARD), im Comedy Club (ARD) und in der NDR Talkshow.
Seit 1995 tourt Mark Britton mit verschiedenen Soloprogrammen im britischen Stand-up-Comedy-Stil in deutscher Sprache durch ganze Deutschland (erstes Programm: Comedy Solo). In seinen weiteren Programmen Apachen à Go-Go (1998) und Wildlife (2005–2008) verband er Stand-up-Comedy auch mit den Genres Theater und visuelles Theater. Nach Veröffentlichung seines Buches Ein Englishman in Köln tourte Mark mit einer Mischung aus Lesung und Stand-up-Comedy in den Jahren 2005 und 2006 durchs Land. Seit seinem 2009 uraufgeführten Programm Zuhause bei Britton kombinierte Mark erfolgreich Kabarett mit britischem Stand-up in verschiedensten Programmen, die sich um die ganz normalen Verrücktheiten des Alltags drehen.
Im Fernsehen war er mit seinen Soloprogrammen u. a. bei Zimmer frei!, dem Quatsch Comedy Club und Ottis Schlachthof zu sehen.
Mark Britton brachte im Jahr 2000 das von ihm geschriebene Stück "Heaven" im Renaissance-Theater Berlin auf die Bühne. Im März 2006 tourte er mit den 3 Gentlemen, einem gemeinsamen New-Variety-Programm mit Steve Rawlings und Ken Bardowicks, quer durch Deutschland. Im Sommer 2008 schrieb und inszenierte er gemeinsam mit den beiden Cave(wo)man-Künstlern Felix Theissen und Ramona Krönke das Theaterstück "Ein Feierabend für Eltern" (Premiere: 3. September 2008 in den Fliegenden Bauten, Hamburg).
Als Moderator führte er bereits durch verschiedene Produktionen des Wintergartens, des Apollo-Varietés und des Hansa Theaters. Daneben tritt Mark auch auf verschiedensten Galas (z. B. von Jaguar und SAP) auf.
Neben seinen Soloprogrammen und Gruppenproduktionen schrieb Mark Britton die Bücher für mehrere Comedy-Specials und TV-Serien für verschiedene deutsche Fernsehsender, in denen er z. T. auch selbst mitspielte und Regie führte (z. B. Sissi Perlinger's One Woman Show (2005), Wiseguys, Springmaus).

## Solo-Tourneen
Seit 1989 tourt Mark Britton erfolgreich mit folgenden Solo-Programmen durch Deutschland:
- 1989 – "Who's afraid of the big, bad dark" (nur in London)
- 1995–1999 – "ComedySolo"
- 1998 – "Apachen à Go-Go"
- 2001 – "Welcome to Britton" (Vol. 1)
- 2003 & 2011 – "Weihnachten in Britton"
- 2004 – "Welcome 2 Britton"
- 2005–2006 – "Ein Englishman in Köln" (Power-Lesung)
- 2005–2008 – "WildLife – Der Mensch und andere Tiere"
- 2009–2012 – "Zuhause bei Britton – Frauen und Kinder zuerst!" – Premiere am 30. Januar 2009 im Nürnberger Burgtheater
- seit 2011 – "Ohne Sex geht's auch (nicht)!" – Premiere im Oktober 2011 in der Comedia (Köln) (parallel zur Folgeschow)
- ab 2014 – "Forever Jungs" – Premiere im September 2014 im "Heimathirsch" (Köln)

## Veröffentlichungen
- 2004 – "Ein Englishman in Köln – Ein Comedy-Roman" (Kiepenheuer & Witsch)
- 2014 – "Forever Jungs: Das merkwürdige Verhalten von Männern in der Lebensmitte" (Kösel-Verlag)